# الطيبة الزعبية

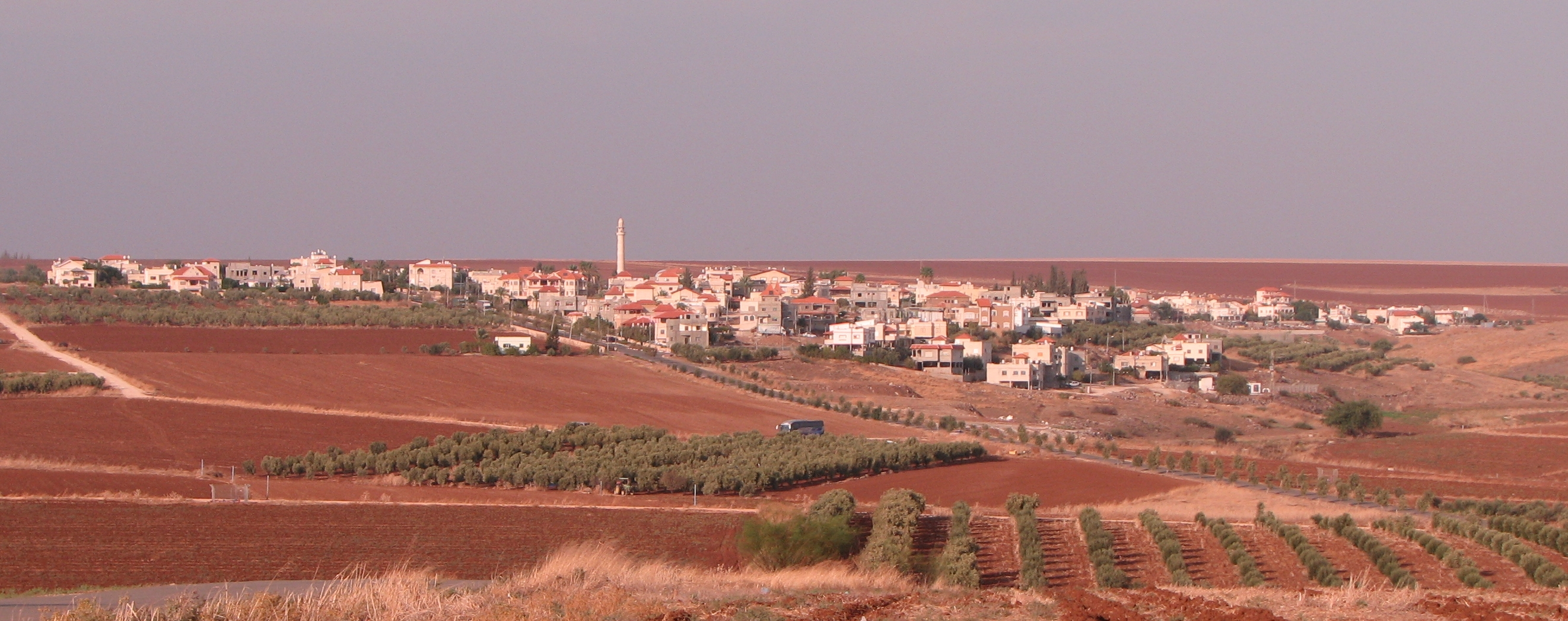
منظر عام

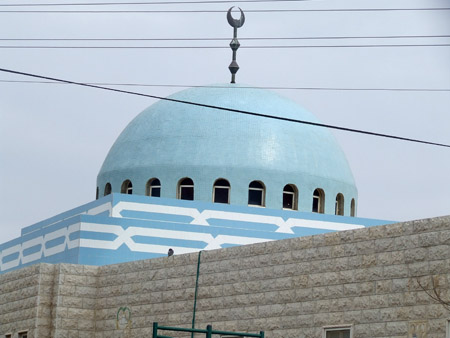
مسجد القرية

الطيبة أو المرج قرية عربية تقع في الجنوب الشرقي لمرج بن عامر في شمال فلسطين، وما يعرف اليوم بشمال إسرائيل. سكانها من عرب 48 الذين بقوا في بلادهم بعد قيام دولة إسرائيل. وهي أقرب قرية عربية اليوم إلى منطقة عين جالوت.
تتكون القرية اليوم من حوالي 240 أسرة وتتبع القرية للمجلس الإقليمي جلبواع الذي يضمها مع عدة قرى عربية ومستوطنات أخرى في مرج بن عامر.
تقع القرية في مرج بن عامر يحيط بها أراضي طيرة بيسان من الشمال، كفر مصر  من الشمال الغربي، طمرة من الغرب، قومية منن الجنوب الغربي، يبلى من الجنوب، كفرة من الشرق ودنه من الشمال الشرقي.

## تاريخ
القرية قديمة جدا وبها الكثير من الآثار الرومانية والبيزنطية والإسلامية.
في القرية يوجد قلعة صليبية وتحتها نفق يربطها بنبع الماء الموجود شرقي القرية.
كذلك وجد في القرية اثار سدود، حمامات، فسيفساء ومقبرة من العهد الروماني.
أطلق القائد صلاح الدين الإيوبي اسم الطيبة على القرية بعد أن شرب من مياهها لذيذة الطعم ووجد أن أرضها طيبة وخصبة وأهلها طيبين فأطلق عليها اسم الطيبة.[بحاجة لمصدر]

## السكان
عدد سكان القرية حوالي 1800 نسمة وهي تابعة للمجلس الإقليمي جلبواع من الناحية الإدارية.
في القرية يوجد مسجد، مدرسة ابتدائية، عيادة، مركز جماهري ومركز لرعاية الام والطفل.
سكان القرية هم جزء من السكان العرب في دولة إسرائيل الذي يمر بتغييرات اجتماعية: تراجع الإطار العشائري، استقلال الفرد وتراجع دور الزعامة التقليدية.
المجتمع في القرية يمر بتغييرات مختلفة وهذا يولد صراع داخلي بين القيم التقليدية والقيم الحديثة.
للاهل علاقة قوية جدا مع المدرسة وهما شريكان حقيقيان لتقدم وتطور أولادهم.

## وصلات خارجية
- موقع قرية الطيبة (عبري)